# Apanteles araeceri
Apanteles araeceri är en stekelart som beskrevs av Wilkinson 1928. Apanteles araeceri ingår i släktet Apanteles och familjen bracksteklar. Inga underarter finns listade i Catalogue of Life.